# Бартоше
Бартоше (пол. Bartosze, нім. Bartossen) — село в Польщі, у гміні Елк Елцького повіту Вармінсько-Мазурського воєводства.
Населення — 229 осіб (2011).

## Демографія
Демографічна структура станом на 31 березня 2011 року:
|          | Загалом | Допрацездатний вік | Працездатний вік | Постпрацездатний вік |
| -------- | ------- | ------------------ | ---------------- | -------------------- |
| Чоловіки | 123     | 34                 | 81               | 8                    |
| Жінки    | 106     | 28                 | 61               | 17                   |
| Разом    | 229     | 62                 | 142              | 25                   |